# اشلي شامبرس
اشلي شامبرس (1 مارس 1990 بليستر في المملكة المتحدة - ) (بالإنجليزية: Ashley Chambers)‏ هو لاعب كرة قدم بريطاني في مركزي الهجوم وجناح. لعب مع غريمسبي تاون وكامبريدج يونايتد وليستر سيتي ونادي يورك سيتي ونادي كيدرمينستر هاريرز لكرة القدم ونونيتون بورو ‏ وداغنهام وريدبريدج وويكمب وندررز.

## وصلات خارجية
- اشلي شامبرس على موقع الاتحاد الدولي (مؤرشف)  (الإنجليزية)
- اشلي شامبرس على موقع قاعدة بيانات كرة القدم.إي يو (الإنجليزية)
- اشلي شامبرس على موقع Soccerbase.com (لاعب) (الإنجليزية)
- اشلي شامبرس على موقع Soccerway.com (الإنجليزية)